# Cratere Spencer Jones
Spencer Jones è un cratere lunare di 88,19 km situato nella parte nord-occidentale della faccia nascosta della Luna.
Il cratere prende nome dall'astronomo Inglese Harold Spencer Jones